# 李秉鴻
李秉鴻（1989年11月3日—）為臺灣籃球教練、前運動員。李秉鴻畢業於新榮高中、國立臺灣師範大學，2012年8月在超級籃球聯賽新人選秀會第二輪被金門酒廠選中，超級籃球聯賽生涯最初效力於台灣啤酒，之後效力臺北達欣工程兩個賽季，2015年原要轉戰臺灣銀行，卻因為登錄名額問題而破局，離開籃壇一年回到臺東撰寫研究所論文，2016年加盟金門酒廠，2017年轉戰東南亞職業籃球聯賽寶島夢想家並出任球隊隊長，2020年8月從臺北富邦勇士離隊後加盟高雄九太科技，2021年9月以兩年合約加盟T1聯盟臺中太陽，2022年8月提前解除合約接掌臺師大男籃兵符。

## 外部連結
- 李秉鴻在fiba.basketball（英语）
- 李秉鴻在Eurobasket.com（球員）（英语）
- 李秉鴻在Flashscore（英语）